# 珍犬探偵ダイナマット
『珍犬探偵ダイナマット』(ちんけんたんていだいなまっと、原作: Dynomutt, Dog Wonder) は、アメリカ合衆国のハンナ・バーベラ・プロダクションによって制作されたテレビアニメ。1976年から1977年にかけてABCで放映された。この番組の物語は、ブルーファルコンとパートナーのダイナマットを中心に描かれている。日本では1983年頃に東京12チャンネル（現：テレビ東京）の『マンガのくに』で放送された。

## 登場人物
ダイナマット（オリジナルではダイノマット）
声 - フランク・ウェルカー（オリジナル版）、相模太郎（日本語吹き替え版）
伸縮自在のロボット犬、ファルコンのパートナー。どんな間違いをしようが、何としてでも事件を解決するワン公。
ブルーファルコン
声 - ゲイリー・オーウェンズ（オリジナル版）、玄田哲章（日本語吹き替え版）
大都市を守るヒーロー。
市長
声 - ラリー・マコーミック（オリジナル版）、不明（日本語吹き替え版）
大都市の市長さん
ナレーション
声 - ロン・フェインバーグ（オリジナル版）、仁内達之（日本語吹き替え版）
オープニングナレーション、オリジナル版では1分であるものの、日本版では2分20秒で長い。

### スクービー・ドゥーからのゲスト出演
スクービー
声 - ドン・メシック、不明（日本語吹き替え版）
シャギー
声 - ケイシー・カセム、不明（日本語吹き替え版）
ダフネ
声 - へイザー・ノース、不明（日本語吹き替え版）

## 共演作品
スクービー・ドゥー
ダイナマットは元々、スクービードゥーの中で放送されていたもので、1978年以降に番組販売で放送されている。
- The Scooby-Doo / Dynomutt Hour（英語版）（1976年 - 1977年）
- まんがオールスター おもしろオリンピック（1977年 - 1978年）
- 弱虫スクービーの大冒険

デクスターズラボ
- エピソード『ダイナドッグを救え（Dyno-Might）』